# Soapland

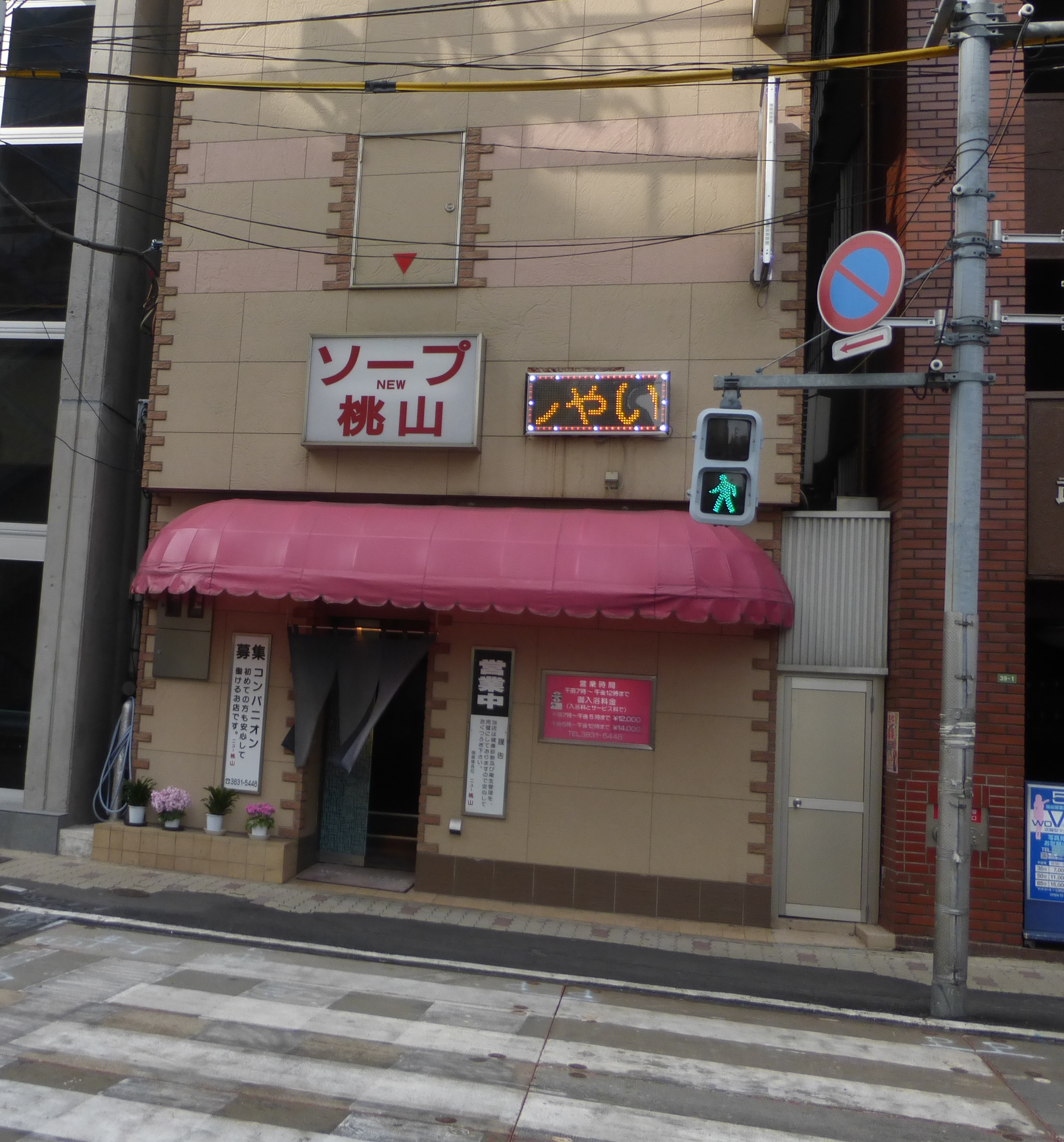
Un Soapland en 2015.

Un soapland (ソープランド, sōpurando) est, dans la prostitution au Japon, une maison close, en général de luxe, à l'intérieur de laquelle les clients masculins peuvent se livrer à des massages érotiques ou encore à des activités sexuelles avec des prostituées appelées « companion » (de l'anglais companion qui signifie « petite amie »). Plus rare, l'équivalent des soapland pour les femmes existe néanmoins.
Il existe plusieurs sortes de soapland au sein de complexes qui en abritent un nombre varié. Les complexes les plus réputés sont situés dans le quartier de Susukino à Sapporo ainsi qu'à Tōkyō dans les quartiers de Yoshiwara et Kabukicho, à Kawasaki, à Gifu, à Ogoto (Shiga) et à Fukuhara (quartier de Kōbe) mais il existe une quantité d'autres emplacements répartis sur le territoire du Japon, en particulier dans les stations thermales (onsen).
Le prix d'une séance de sōpurando varie selon l'emplacement, l'heure et le temps que dure la séance.

## Origine
Les soapland ont vu le jour lorsque la prostitution sur la voie publique est devenue illégale au Japon (loi anti-prostitution du 1er avril 1957) [réf. souhaitée] obligeant les lupanars qui peuplaient le quartier de Yoshiwara à se reconvertir en maisons de bains. Il s'agissait initialement de sortes de bains publics, connus sous le nom de toruko-buro (littéralement « bain turc » ou encore « hammam »). En 1984, un dignitaire turc, attiré par les enseignes rutilantes, pénètre dans ce qu'il pensait être un bain turc. Le mot « turc », associé à de la prostitution, ne manqua pas de créer des tensions diplomatiques entre le Japon et la Turquie. À la suite d'une campagne menée par l'écrivain Nusret Sancakli pour dénoncer l'usage de ce terme s'appliquant à un lupanar, une consultation nationale est lancée et le nom de soapland adopté le 19 décembre 1984.
Les soapland sont actuellement en perte de vitesse en raison de la concurrence que leur font les delivery health qui proposent des soaplands à domicile sous le nom de delivery soap. [réf. souhaitée]

## Rituel
Le client est dévêtu par sa companion (コンパニオン), qui lui demande en retour de la déshabiller. Le rituel commence en général par des préliminaires dans les douches luxueuses des chambres, où la companion caresse son client et lui enduit du savon sur tout le corps, y compris les parties intimes. Dans les soaplands modestes, le savonnage (入浴, nyūyoku) n'est pas obligatoirement payant [réf. souhaitée], contrairement aux soaplands de luxe.
Puis la companion invite son client à s'asseoir sur un petit tabouret en plastique nommé sukebe-isu (すけべ椅子, étymologiquement « siège pervers » ou plus simplement isu). Ce tabouret, en général de couleur jaune, est fendu en son milieu pour donner accès aux zones érogènes dudit client. Après ces préliminaires, le couple prend un bain, en général un jacuzzi pour les soaplands de grand luxe, au cours duquel la companion masturbe notamment le pénis de son client.
Après ce premier rituel, le client s'allonge sur un matelas gonflable en matière plastique, afin qu'il ne soit pas taché lors de l'étape suivante, dénommé le mat play (マットプレイ, matto purei) [réf. souhaitée].  La companion enduit généreusement son corps ainsi que celui de son client d'une lotion lubrifiante, s'agissant dans la plupart des cas du nuru, puis s'allonge sur le corps du client. Elle entame alors des mouvements de va-et-vient longitudinaux en faisant glisser la totalité de son corps sur celui de l'homme. Ce rituel est appelé awa odori (泡踊り, littéralement « danse bulleuse »). Le client peut alors choisir une fellation ou un rapport sexuel à même le matelas. Le plus souvent, une fois le rituel du matelas terminé, le client et la prostituée se rincent et s'installent sur un lit pour le rapport sexuel s'ils le désirent.

## Légalité
Le soapland est le seul type d'établissement de prostitution au Japon où le coït est possible, bien que légalement interdit. Pour contourner la loi, les opérateurs de ces établissements affirment que leurs clients et les masseuses ont des relations sexuelles en tant que couples qui s'aiment.
En effet, les soapland sont légalement enregistrés comme des établissements de bains public spéciaux, et le client paie un droit d'entrée pour utiliser des bains. Il paie ensuite des frais pour se faire masser, directement à la masseuse qui est censée travailler pour son propre compte. Tous deux se découvrent et décident d'aller plus loin, respectant ainsi la loi : le client a des relations sexuelles avec une connaissance, et non avec une personne inconnue en échange d'argent.